# Borovce
Borovce je naseljeno mjesto u okrugu Piešťany u Trnavskom kraju u Slovačkoj.

## Stanovništvo
| Godina:     | 1993. | 2003.   | 2013.   | 2023.    |
| ----------- | ----- | ------- | ------- | -------- |
| Broj ljudi: | 861   | 900     | 974     | 1197     |
| Razlika:    |       | +4,52 % | +8,22 % | +22,89 % |

| Godina:     | 2022. | 2023.   |
| ----------- | ----- | ------- |
| Broj ljudi: | 1174  | 1197    |
| Razlika:    |       | +1,95 % |

Prema podacima o broju stanovnika iz 2023. godine naselje je imalo 1197 stanovnika.

## Vanjske poveznice
|  | Zajednički poslužitelj ima još gradiva o temi Borovce |

- Službena stranica naselja (sl.)